# Пчеложук иркутский
Пчеложук иркутский (лат. Trichodes ircutensis) — вид жуков из семейства пестряков.

## Распространение
Встречается в восточной части Сибири.

## Описание
Длина тела 8—14 мм. Металлически-синий жук с 2 ярко-красными прерванными на продольном шве перевязями на надкрыльях. Изредка с желтовато-белыми прямыми перевязями. Лапки чёрные.

## Биология
Жуки встречаются на цветах зонтичных и сложноцветных растений. На цветах же самками откладываются яйца. Личинки прикрепляются к пчёлам или осам и таким образом оказываются перенесёнными в гнездо последних, где питаются их личинками и куколками. Также развитие личинок может происходит за счёт кубышек саранчовых.